# Ion Luchianov
Ion Luchianov (Moldavia, 31 de enero de 1981) es un atleta moldavo, especialista en la prueba de 3000 m obstáculos en la que llegó a ser medallista de bronce europeo en 2010.

## Carrera deportiva
En el Campeonato Europeo de Atletismo de 2010 ganó la medalla de bronce en los 3000 m obstáculos, con un tiempo de 8:19.64 segundos, llegando a meta tras los franceses Mahiedine Mekhissi-Benabbad (oro) y Bouabdellah Tahri (plata).